# Estheria acuta
Estheria acuta är en tvåvingeart som först beskrevs av Josef Aloizievitsch Portschinsky 1881.  Estheria acuta ingår i släktet Estheria och familjen parasitflugor. Inga underarter finns listade i Catalogue of Life.